# Rick Rescorla
Cyril Richard "Rick" Rescorla, född 27 maj 1939 i Hayle, Cornwall,  död 11 september 2001 i terrorattacken i New York 2001, var en pensionerad amerikansk officer som vid sin död arbetade som säkerhetschef vid Morgan Stanley i World Trade Center. Rescorla förutsåg både bombningen av World Trade Center 1993 och terrorattacken 2001 och har därför bidragit till att rädda tusentals liv. Han dog under evakueringsarbetet.

## Bakgrund
Rescorla föddes i Cornwall under Andra världskriget och tog intryck av stationerade soldater som förberedde invasionen av Normandie. Rescorla kom senare själv att ta värvning som officer i dåvarande brittiska Rhodesia. Senare arbetade han för British South African Police (BSAP)  samt för polisen i London. 1963 tog han värvning i amerikanska armen för att delta i kriget i Vietnam där han blev plutonschef och hedrades med flera medaljer.  1992 skrevs boken We Were Soldiers Once… And Young i vilken medförfattaren generallöjtnant Hal Moore beskrev honom som "the best platoon leader I ever saw". Andra soldater beskrev hans omtänksamhet mot soldaterna.

## Tjänst som säkerhetschef
Efter att ha lämnat Vietnam utbildade Rescorla sig i USA och 1984 blev han säkerhetschef för företaget Dean Witter. När detta förenades med Morgan Stanley blev Rescorla säkerhetschef vid huvudkontoret i World Trade Center.

## Rescorla förutsåg bombingen av World Trade Center 1993
1992 warnade Rescorla WTC:s ägare för att det fanns en risk för en terroristattack mot byggnaden genom att en bomb placerades i garaget under byggnaden. Hans varning ledde inte till några åtgärder. 1993 bombades byggnaden på det sätt som Rescorla förutsett och Rescorla ledde utrymningsarbetet och var siste man att lämna byggnaden.

## Rescorla förutsåg terrorattacken 2001
Efter bombningen av WTC insåg Rescorla att WTC fortfarande var ett hett mål för terrorister och att de nästa gång förmodligen skulle försöka sig på en annan metod. Tillsammans med sin vän Dan Hill kom Rescorla fram till att det troliga var en attack med flygplan in i ett av tornen. 
Baserat på detta antagande försökte Rescorla förmå Morgan Stanley att lämna byggnaden. Då detta inte gick började Rescorla genomföra utrymningsövningar cirka var tredje månad där alla inklusive de högsta cheferna var tvungna att lämna allt och evakuera. Rescorla tryckte även på för att få automatisk nödbelysning och liknande anordningar installerat i utrymningsvägar.

## Terrorattacken 2001
Vid terrorattacken 2001 skulle Rescorla ha varit ledig men fyllde upp en annan persons tjänst just den dagen. Efter första flygplanet flugit in i torn 1 rekommenderade ansvariga för WTC att utrymning inte skulle ske i torn 2, där Morgan Stanleys personal fanns. Rescorla trotsade denna rekommendation och beordrade utrymning av Morgan Stanleys personal. Som ett resultat av detta dog endast 6 personer av 2600 anställda i Morgan Stanley. Bland de döda fanns Rescorla och en annan säkerhetsansvarig.

## Hedersbetygelser
Tack vare att Rescorla tränat utrymning, sett över utrymningsvägar och beordrat utrymning av torn 2 innan det träffades har Rescorla kommit att betraktas som en hjälte som flera tusen personer har att tacka för sitt liv. Han har hedrats med filmer och böcker, som framgår av referenserna nedan. Därutöver har flera statyer av honom rests i USA och i Cornwall. Han framställs då i den pose han har på ett foto från kriget i Vietnam.

## Ground Zero
Termen Ground Zero används om en plats för en explosion. Rescorla använde denna term för World Trade Center i sitt arbete som säkerhetschef.